# Cliff Richard
Ngài Cliff Richard, OBE (tên khai sinh: Harry Rodger Webb, sinh ngày 14 tháng 10 năm 1940), là ca sĩ, nhạc sĩ, diễn viên và nhà hoạt động tình nguyện người Anh. Ông là nghệ sĩ có số lượng đĩa đơn bán chạy thứ 3 trong lịch sử nước Anh với khoảng 21 triệu đĩa đã bán chỉ riêng tại đây. Số lượng đĩa ông bán được trên toàn cầu ước tính vào khoảng 250 triệu.
Cùng với ban nhạc The Shadows của mình, Richard khởi nghiệp theo làn sóng rock and roll từ Little Richard và Elvis Presley, thống trị đời sống âm nhạc Anh quốc thời kỳ tiền-Beatles vào cuối những năm 1950 đầu những năm 1960. Đĩa đơn nổi tiếng "Move It" (1958) vẫn luôn được công nhận là ca khúc khai sinh ra nhạc rock and roll tại Anh, sau này được John Lennon nhận xét "trước Cliff và The Shadows, không có gì đáng nghe với âm nhạc Anh quốc hết." Sau đó ông quan tâm nhiều hơn về Kitô giáo và thứ âm nhạc mềm mại hơn, mở đường cho nhạc pop và cả nhạc Kitô giáo.
Với sự nghiệp kéo dài suốt 50 năm, Richard trở thành biểu tượng của làng giải trí Anh, sở hữu rất nhiều chứng nhận Vàng và Bạch kim cùng vô số giải thưởng, trong đó có 3 giải Brit Awards và 2 giải Ivor Novello. Ông cũng có hơn 130 đĩa đơn, album và EP nằm trong top 20 tại Anh, nhiều hơn bất kể nghệ sĩ nào và cùng giữ kỷ lục (với Presley) xuất hiện tại UK Singles Chart xuyên suốt 6 thập kỷ (từ 1950 tới 2000). Richard có 14 đĩa đơn quán quân tại Anh (18 tùy theo cách tính) và là nghệ sĩ Anh duy nhất sở hữu đĩa đơn quán quân trong 5 thập kỷ liên tiếp (1950-1990). Năm 2008, nhân dịp kỷ niệm 50 năm sự nghiệp ca hát của mình, ông đã cho phát hành một siêu album chọn lọc, trong đó ca khúc mới "Thank You for a Lifetime" đạt vị trí số 3 tại UK Singles Chart. Richard mới phát hành album The Fabulous Rock 'n' Roll Songbook vào tháng 11 năm 2013 và đây là album thứ 100 của cá nhân ông.
Ông cũng có được nhiều thành công tại Mỹ với 8 đĩa đơn nằm trong top 40 tại đây, trong đó "Devil Woman" và "We Don't Talk Anymore" là 2 đĩa đơn đầu tiên có mặt trong top 40 của Billboard Hot 100 vào năm 1980 bởi một nghệ sĩ từng có mặt tại đây từ những thập kỷ 1950, 1960 và 1970. Tại Canada, Richard có được thành công tương đối vào những năm 1980 khi có hàng loạt album đạt chứng chỉ Bạch kim. Hiện tại, ông vẫn luôn nổi tiếng trong lĩnh vực âm nhạc, điện ảnh và một nhân vật rất được yêu thích trên truyền hình tại Úc, New Zealand, Nam Phi, Bắc Âu và cả châu Á.